# Lincoln Silva
Pour les articles homonymes, voir Silva.
Lincoln do Vale Silva (né le 11 avril 1997 à Guarapuava) est un coureur cycliste brésilien.

## Biographie
En 2013, Lincoln Silva termine deuxième du championnat du Brésil dans la catégorie cadets (moins de 17 ans). Deux ans plus tard, il se classe quatrième du championnat du Brésil chez les juniors (moins de 19 ans). Il intègre ensuite en 2017 la formation Soul Brasil, qui évolue au niveau continental professionnel. Durant cette saison, il participe au Tour de Turquie, inscrit au calendrier de l'UCI World Tour.
Il redescend finalement chez les amateurs dès 2018.

## Palmarès
- 2013
  - 2e du championnat du Brésil sur route cadets